# Casarrubuelos
Casarrubuelos es un municipio español de la provincia y Comunidad de Madrid, el más pequeño en extensión de la comunidad autónoma. Cuenta con una población de 4211 habitantes (INE 2024). Limita al norte con Cubas de la Sagra, al sur con Ugena e Illescas en la provincia de Toledo. El núcleo de población está comunicado con la carretera de Toledo por la salida 30. Se encuentra a 29,8 km de Madrid.

## Símbolos

### Escudo
La descripción textual del escudo, aprobado el 27 de febrero de 1986 es la siguiente:

«Partido: primero, en campo de gules un castillo de oro; segundo, tres estrellas de plata en campo de azur. En punta, de sinople, dos espigas de trigo, de oro, puestas en sotuer. Al timbre, corona real cerrada».
Boletín Oficial de la Comunidad de Madrid nº 76 de 1 de abril de 1986

Encomendada su justificación histórica al Dr. Fernando Jiménez de Gregorio, el heraldista José Luis Ruz Márquez realizó el escudo descrito, que fue dictaminado por la Real Academia de la Historia en junta de 22 de junio de 1984 y aprobado por la Comunidad de Madrid en 19 de marzo de 1986.

## Demografía
Cuenta con una población de 4211 habitantes (INE 2024).
| Gráfica de evolución demográfica de Casarrubuelos entre 1842 y 2021                                                   |
| |
| Población de derecho según los censos de población del INE. Población de hecho según los censos de población del INE. |

### Demografía y renta
| Año  | Habitantes | Renta  |
| ---- | ---------- | ------ |
| 1990 | 524        | 2467 € |
| 1991 | 540        | 2894 € |
| 1992 | 553        | 3365 € |
| 1993 | 590        | 3406 € |
| 1994 | -          | 3667 € |
| 1995 | 592        | 4058 € |
| 1996 | -          | 4349 € |
| 1997 | 622        | 4772 € |
| 1998 | -          | 4727 € |
| 1999 | 668        | 5618 € |
| 2000 | 731        | 5862 € |
| 2001 | 875        | -      |
| 2002 | 1090       | 7110 € |
| 2003 | 1460       | 5571 € |
| 2004 | 1805       | -      |
| 2005 | 2343       | -      |
| 2010 | 3073       | -      |

## Transportes
- Varias paradas de autobús en el municipio de las líneas interurbanas 460 y 468. En el km 31 de la carretera A-42 tiene parada la línea de largo recorrido VAC-023.
- En las cercanías de la autovía A-42 Madrid-Toledo, a unos 25 minutos de Madrid y Toledo.
- Dispone de conexión con la A-5 y con la M-50 en aproximadamente 10 minutos.

## Administración y política
El gobierno actual está compuesto por un acuerdo entre los 5 concejales de Más Madrid-Verdes-Equo y la concejal del PSOE. El alcalde es Vicente Astillero (Más Madrid-Verdes-Equo). La lista más votada en las elecciones de mayo de 2023 fue Más Madrid-Verdes-Equo con 802 votos, seguida de PP con 568, Vox 312 y PSOE con 162 votos. El reparto de escaños según la ley d'Hont fue de 5 para Madrid-Verdes-Equo, 3 para el PP, 2 para Vox y 1 para el PSOE.

## Servicios

### Educación
- Casa de Niños de Casarrubuelos
- Escuela Infantil Nicolas Guillen
- CEIP Tomé y Orgaz es el colegio público de Casarrubuelos, da educación preescolar y primaria y se encuentra en la calle Fernández Turbica s/n. El nombre hace referencia al apellido de la primera mujer que impartió clases en el municipio.
- Educación para adultos

### Deporte
Casarrubuelos cuenta con numerosas instalaciones deportivas.
- Polideportivo Municipal El Prado
- Campo de fútbol "Alcalde Julián Sánchez de Diego" de césped artificial (mejora en construcción de esta instalación con una pista multideporte cubierta)
- Piscina Climatizada "Las Cárcavas", con escuela de natación federada.
- Centro de padel, con más de 4 pistas, ninguna cubierta.

Actualmente Casarrubuelos cuenta con un equipo de baloncesto llamado Zona Sur Basket Casarrubuelos, que este año tendrá 9 equipos federados (incluido un 1º Nacional Masculino).

### Sanidad
- Centro de Salud local

Hay medicina general todos los días laborales, en horario de mañana y de tarde. También hay pediatra en horario de mañana.
Las urgencias son atendidas en Griñón, Torrejón de la Calzada o en el Hospital de Parla.

### Centro de Mayores
Tiene centro de mayores, además hay un Hogar del Jubilado en construcción, obra parada por la crisis y sin vistas de mejorar.

## Cultura
- Centro Cívico Francisco Rabal
- Nueva Escuela Municipal de Música

Desde septiembre de 2007 cuenta con la Coral Santiago Apóstol, agrupación nacida y vinculada en la Parroquia del mismo nombre, y que en muy poco tiempo ha conseguido un gran reconocimiento en el municipio, así como en numerosas localidades dentro y fuera de la Comunidad de Madrid. En noviembre de 2009 consiguió el Premio Especial María Cuenca en el XXVI Certamen Coral Internacional "Villa de Avilés", siendo hasta el momento el único coro madrileño que ha obtenido algún premio en este conocido concurso que se celebra anualmente en la villa asturiana.
También cuenta con la Agrupación Cultural Musical de Casarrubuelos, que cuenta ya con una amplia experiencia desde su nacimiento como banda de música municipal de Casarrubuelos hace ya varios años. Esta banda de música esta federada en la Confederación Española de Bandas de Música.

### Fiestas
Fiestas del Mayo
Se celebran el día 1 de mayo, ese día empieza por la mañana a las 8 con la búsqueda del mayo a una de las alamedas próximas, antiguamente se pasaba la noche allí. Cuando llegan los mozos lo talan y lo suben al tractor, todo manualmente, cuando llegan al casco viejo del pueblo son empapados de agua por los vecinos, una vez que entran a la plaza son recibidos por una banda y se procede al levantamiento del mayo con ayuda de 3 o 4 horquillas dependiendo de la altura del árbol. Cuando esta completamente levantado se reparte la tradicional "limoná" para refrescarse del calor. Durante todas las fiestas se producen actuaciones de orquestas en la plaza de la Constitución, hasta altas horas de la madrugada, el desfile de carrozas, que desde aquí animo a la gente de otros pueblos cercanos a que construyan alguna, y el último día se hace la peculiar procesión del Santísimo Cristo de la Vera Cruz, que va acompañado del Padre Pablo, de las reinas de las fiestas y del Alcalde, en esta procesión se hacen pujas para beneficio de la Iglesia y de los más necesitados.
Santiago Apóstol
Se celebran el 25 de julio y en ella hay la tradicional verbena en la plaza y, también se hacen actividades lúdico festivas para toda la familia. En estas fiestas también hay la tradicional procesión.

## Monumentos y lugares de interés
Iglesia de Santiago Apóstol
Es del siglo XVIII, construida con mampostería, ladrillo y cemento. Presenta una sola nave cubierta con cabecera pentagonal, un coro elevado a los pies y una espadaña de ladrillo. El aspecto exterior destaca por sus tres alturas: una corresponde al presbiterio; otra, inferior, al resto de la nave; y la más baja coincide con la casa rectoral adosada en el lado de la epístola.
Casa consistorial
Este edificio ha sido renovado recientemente, pero sin cambiar su arquitectura. En la fachada se puede observar una torre con una campana que señala las horas en punto y a y media, y alrededor de la torre se encuentran diferentes escudos de este excepcional pueblo. En el interior del ayuntamiento se encuentran las diferentes concejalías y todos los servicios propios de un ayuntamiento. También en su interior podemos observar un vestíbulo con una cúpula translucida y también encontramos un azulejo conmemorativo de la Guardia Civil.
Monasterio de Santa María de la Cruz
Es un edificio conventual que ha sido reconstruido muchas veces por culpa de las guerras, del que ya solo existe una piedra donde se apareció la Virgen de este pueblo.

## Noticias
- "El alcalde de Casarrubuelos muere por un paro cardiaco en Cuba"
- "Encuentran 66 vehículos robados en Casarrubuelos"
- "Cercanías en Casarrubuelos"
- "Doce municipios más tendrán Cercanías en 2015"

### Estadísticas
- Instituto de Estadística de la Comunidad de Madrid > Ficha municipal Archivado el 4 de marzo de 2016 en Wayback Machine.
- Instituto de Estadística de la Comunidad de Madrid > Series estadísticas del municipio

### Callejero, cartografía y fotografía aérea
- Instituto de Estadística de la Comunidad de Madrid > Nomenclátor Oficial y Callejero

- Datos: Q1772185
- Multimedia: Casarrubuelos / Q1772185